# Corrente sud-atlantica

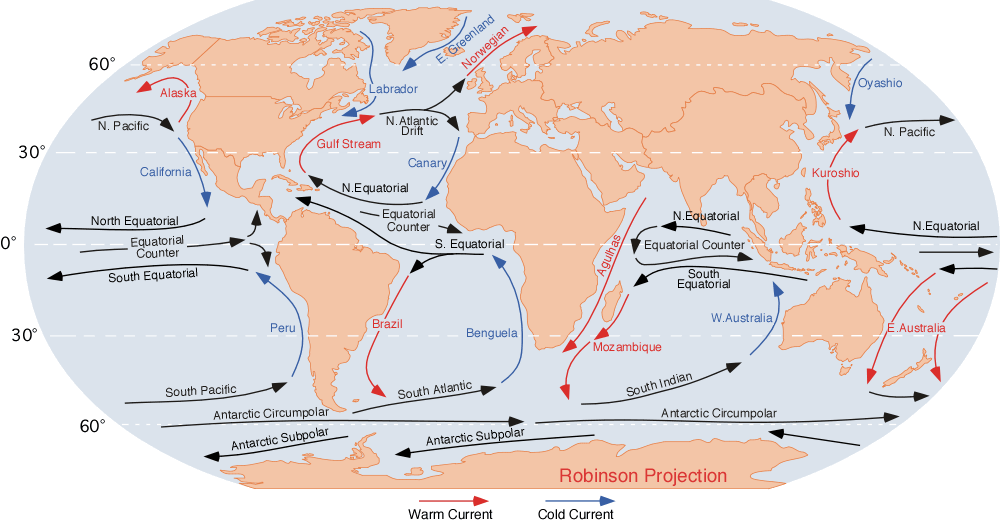
Le principali correnti oceaniche

La corrente sud-atlantica è una corrente oceanica che fluisce in direzione est alimentata dalla Corrente del Brasile. La frazione di questa corrente che raggiunge le coste dell'Africa va ad alimentare la Corrente del Benguela, la corrente di Agulhas e la corrente dell'Oceano Indiano meridionale.
La Corrente sud-atlantica è in continuità con il margine settentrionale della Corrente circumpolare antartica. La navigazione nelle acque della Corrente sud-atlantica è in generale più facile e più sicura di quella nelle acque della Corrente circumpolare antartica, anche se più lenta.